# Albrycht Stanisław Radziwiłł

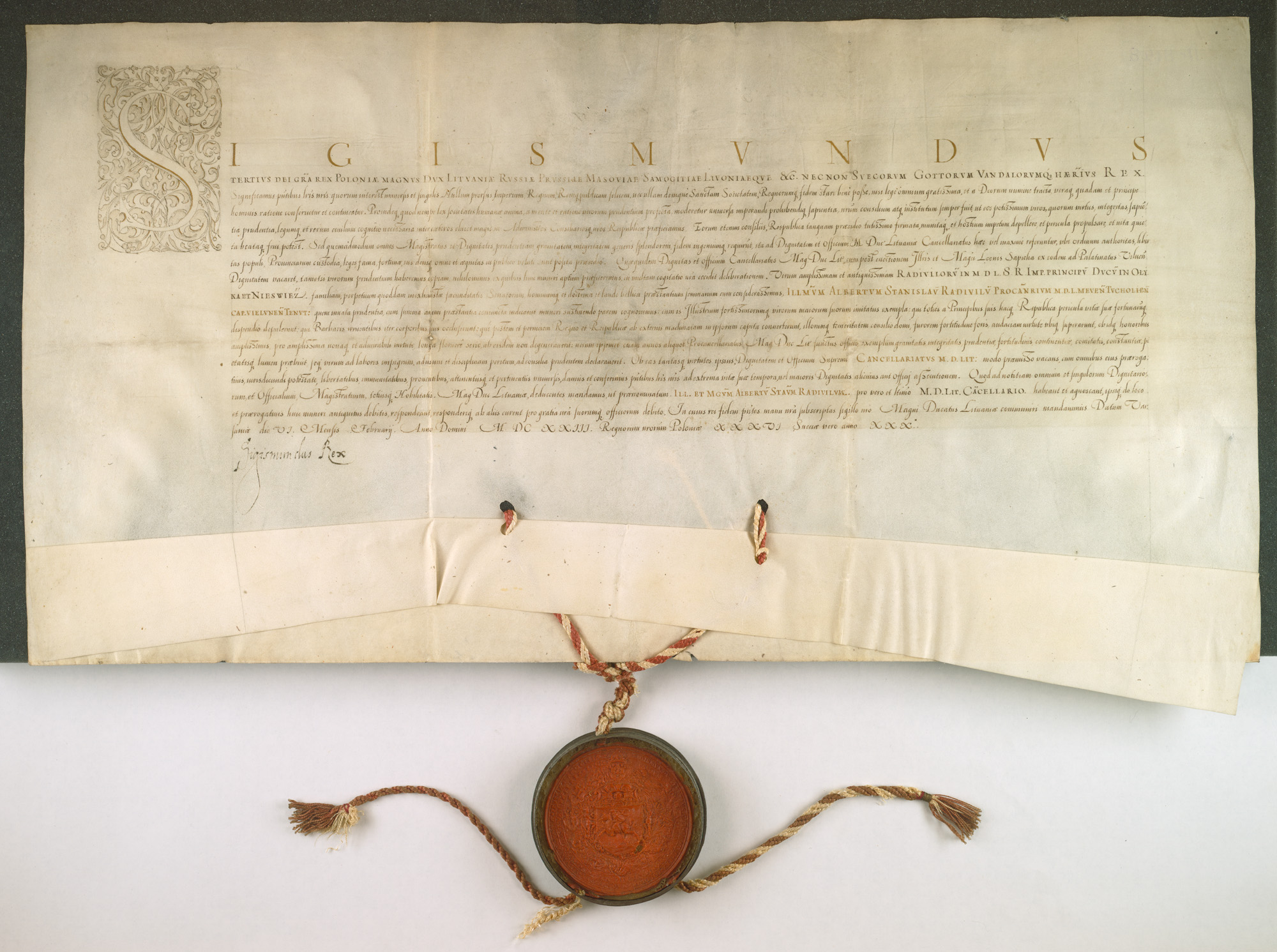
Akt nadania przez Zygmunta III Wazę, króla polskiego, urzędu kanclerza litewskiego Albrechtowi Stanisławowi Radziwiłłowi

Albrycht Stanisław Radziwiłł inna forma imienia: Albert Stanisław, herbu Trąby (ur. 1 lipca 1593 w Ołyce, zm. 12 listopada 1656 w Gdańsku) – kanclerz wielki litewski od 1623, podkanclerzy litewski od 1619, starosta łucki 1618–1622, ekonom kobryński w latach 1649–1656, ekonom szawelski w latach 1654–1656, starosta piński, gniewski, tucholski, pamiętnikarz i pisarz religijny.

## Życiorys
Syn Stanisława, brat Krystyny. Był wychowankiem jezuitów wileńskich. Odbył szereg podróży i studiów zagranicą. W 1619 roku został podkanclerzym, w 1623 kanclerzem wielkim litewskim, występował odtąd stale przy zawieraniu traktatów międzynarodowych i łagodzeniu zatargów wewnętrznych. Politycznie związał się z także ultrakatolickim Jerzym Ossolińskim.
Poseł na sejm nadzwyczajny 1613 roku, sejm 1619 roku z województwa wołyńskiego.
W latach 1624–1625 towarzyszył królewiczowi Władysławowi w podróży po Europie jako ochmistrz. Był elektorem Władysława IV Wazy z województwa nowogródzkiego w 1632 roku, podpisał jego pacta conventa.
W 1633 roku wszedł w skład komisji do wojny z Moskwą i organizacji wojska.
W 1646 roku powitał w Gdańsku Ludwikę Marię Gonzagę. Był członkiem konfederacji generalnej zawiązanej 31 lipca 1648 roku. W 1648 roku był elektorem Jana II Kazimierza Wazy z powiatu pińskiego, podpisał jego pacta conventa. Na sejmie koronacyjnym 1649 roku wyznaczony z Senatu komisarzem do zapłaty wojsku Wielkiego Księstwa Litewskiego. Niezmiernie gorliwy katolik, zwalczał na każdym kroku różnowierców. Pracę dla dobra publicznego i stronnictwa królewskiego łączył z nieustannymi staraniami o wielkość i pożytek Radziwiłłów (także z innych linii). Był fundatorem kolegium jezuitów w Pińsku. Po spustoszeniu, przez wojska moskiewskie, dóbr na Wołyniu wyjechał do swojego starostwa w Tucholi na Pomorzu, a następnie do Gdańska, gdzie zmarł.
Spoczął w ufundowanej przez siebie Kolegiacie pw. Trójcy Świętej w Ołyce. Po jego bezpotomnej śmierci ordynacja ołycka przeszła w ręce Radziwiłłów z Nieświeża.

## Twórczość
Pomagał rektorowi kościoła w Nieświeżu, św. Andrzejowi Boboli i pod jego wpływem ogłosił światu, na podstawie objawień jednego Jezuity, że Matka Boża pragnie zostać Królową Polski. W roku 1635 książę Albrecht Stanisław Radziwiłł ogłosił drukiem książeczkę pt. Dyskurs nabożny z kilku słów wzięty o wysławianiu Najświętszej Panny Bogurodzicy Mariey. Na 250 stronicach powołuje się na osobistą znajomość z o. Juliuszem Mancinellim SJ i potwierdza, że właśnie jemu Maryja kazała nazywać się Królową Polski. W tym starodruku nawiązuje do objawień w Neapolu dnia 14 sierpnia 1608 i 15 sierpnia 1617 we Wniebowzięcie NMP oraz w Krakowie 8 maja roku 1610, a dotyczących Polski. Ten nakaz z objawień został zrealizowany po wielu staraniach, w Ślubach Lwowskich w roku 1656. Pozostawił w rękopisie diariusz łaciński, obejmujący lata 1632–1655, będący najznakomitszym pamiętnikiem politycznym XVII wieku (niedokładny przekład polski wydał E. Raczyński, 1839, 2 t., nowe wydanie – Pamiętnik o dziejach w Polsce, t. I–III, PIW, 1980) oraz De rebus Sigismundi III, wydał kilka dzieł treści religijnej i ascetycznej.

### Ważniejsze utwory
- De rebus Sigismundi III, rękopis Ossolineum
- Memoriale rerum gestarum in Polonia a morte Sigismundi III inchoatum et continuatum levi calamo et raptim descriptum 1632–1655, niewydane, autograf: Biblioteka Czartoryskich, (wydanie przyg. W. Czapliński – zob. O sytuacji w historii literatury polskiej. Wybór referatów wygłoszonych na Zjeździe Polonistów w dniach 8 do 12 maja 1950 r., Warszawa 1950, s. 145); kopia rękopiśmienna tom 1; przekł. polski (niedokładny) dworzanina Tokarskiego i Hieronima Radziwiłła, wnuka Albrychta – z pocz. XVIII wieku pt. Memoriał rzeczy znaczniejszych, które się w Polszcze działy od śmierci Zygmunta III, wyd. E. Raczyński pt. Pamiętniki A.S. Radziwiłła, t. 1 – 2, Poznań 1839; rękopis przekł. polskiego: Ossolineum sygn. 9769/III, (wiadomości o odpisach i przeróbkach podaje S. Żurowski Memoriale A. Radziwiłła na tle pamiętnikarstwa XVII w., praca magisterska, Poznań 1949 – maszynopis Katedry Literatury Polskiej Uniwersytetu im. A. Mickiewicza w Poznaniu)
- Gratulatio królowi… Władysławowi IV po zawarciu umowy… pod Smoleńskiem… 1634 r., ogł. Przyjaciel Ludu 1848, nr 46
- Diskurs nabożny z kilku słów wzięty o wysławieniu Naświętszej Panny… świetckim, zakonnym, kaznodziejom potrzebny, Wilno 1635, drukarnia Akademicka T. J.; wyd. następne: Wilno 1636; pt. Żywot Panny Maryi…, Kraków 1650; Wilno 1812; fragm.: S. Szafraniec: Z badań nad genezą tytułu Najświętszej Panny „Królowej Polski”, Ruch Biblijny i Liturgiczny 1957, s. 274
- Elogium… Virginis Mariae, Warszawa 1655, drukarnia J. Förster; przekł. polski pt. Elogium albo sławienie cnót…, powst. 1656, wyd. Poznań 1890

### Listy
- Korespondencja z Krzysztofem Radziwiłłem, m.in. z 1626 i 1628, rękopis (wiadomość podał J. Korzeniowski „Zapiski z rękopisów Cesarskiej Biblioteki Publicznej w Petersburgu”, Archiwum do Dziejów Literatury i Oświaty w Polsce, t. 11 (1910), nr 422 g, 423.
- Listy do Sekretariatu Stanu z roku 1632, rękopisy: Archiwum Watykańskie, (wiadomość podaje P. Savio „De actis Nuntiaturae Poloniae quae partem Archivi Secretariatus Status constituunt”, Watykan 1947, Studia Teologiczne XIII, s. 138
- Do Aleksandra Piaseczyńskiego, kasztelana kamienieckiego, dat. w Ołyce 4 grudnia 1634, wyd. M. Grabowski, A. Przezdziecki Źródła do dziejów polskich, t. 1, Wilno 1843
- Do Jana Sapiehy, starosty brzeskiego, wyd. J. Daneykowicz Ostrowski Swada polska i łacińska, t. 1, Lublin 1745
- List przedstawiający obraz panowania Zygmunta III pt. Epitome rerum gestarum in Regno Poloniae regnantibus Sigismondo III, przekł. polski: E. Kotłubaj pt. „Rys panowania Zygmunta III”, Athenaeum 1848, t. 3–4
- 2 listy łacińskie o panowaniu Władysława IV i Jana Kazimierza (stanowią przeróbkę Memoriale rerum gestarum in Polonia a morte Sigismundi III inchoatum et continuatum levi calamo et raptim descriptum 1632–1655); rękopis: Ossolineum
- Listy od Władysława IV, rękopis: Biblioteka Wilanowska sygn. 7/I–III.
- Listy, rękopisy: Archiwum Główne Akt Dawnych, Archiwum Radziwiłłowskie, dz. IV.